# Lední hokej na Zimních olympijských hrách 1998 – kvalifikace muži
Kvalifikace na olympijský turnaj 1998 byla soutěž hokejových reprezentačních celků, z která určila posledních pět účastníků turnaje.

## Kvalifikační systém
Přímo na olympijské hry se kvalifikovalo 9 nejlepších celků z MS 1995 ve Švédsku. Týmy, které se umístily na 1. až 6. místě, byly nasazeny přímo do finálových skupin. Týmy ze 7. až 8. místa a nejlepší asijský celek Japonsko byly nasazeny do kvalifikační části olympijského turnaje. K nim se přidalo pět postupujících z olympijské kvalifikace, která proběhla ve třech kolech.
Nejprve byla odehrána vylučovacím systémem Evropská regionální kvalifikace. Vítězové postoupili do druhého kola (předkvalifikace).
Předkvalifikace se zúčastnilo 18 týmů rozdělených do čtyř skupin, z nichž do olympijské kvalifikace postoupili vítězové skupin.
Posledním třetím kolem byla olympijská kvalifikace, která se odehrála ve dvou skupinách po čtyřech týmech. Z každé skupiny postoupily první dva týmy a o páté postupové místo se střetly celky na třetích místech.

## Kvalifikované týmy na olympijský turnaj
- Česko
- Rusko
- Finsko
- Kanada
- Švédsko
- USA
- Francie
- Itálie
- Japonsko
- Kvalifikant 1 –  Bělorusko
- Kvalifikant 2 –  Kazachstán
- Kvalifikant 3 –  Německo
- Kvalifikant 4 –  Slovensko
- Kvalifikant 5 –  Rakousko

## Kvalifikace o postup na OH

### Evropská regionální kvalifikace
| 26. ledna 1996 | Maďarsko | 7:0 (1:0, 4:0, 2:0) | Chorvatsko | Székesfehérvár |  |

| 28. ledna 1996 | Maďarsko | 6:0 (1:0, 3:0, 2:0) | Chorvatsko | Székesfehérvár |  |

- Maďarsko postoupilo do předkvalifikace.

 Izrael –  Řecko 5:0 kontumačně
31. ledna 1996 – Metula
Utkání Izrael – Řecko 2:10 (1:5, 1:4, 0:1), skončilo kvůli neoprávněnému startu hráčů kontumačně 5:0.
 Jugoslávie –  Izrael 5:0 kontumačně
23. března 1996 – Kaunas
Utkání Jugoslávie – Izrael 5:3 (2:1, 0:2, 3:0), skončilo kvůli neoprávněnému startu hráčů kontumačně 5:0.
- Jugoslávie postoupila do předkvalifikace.

### Předkvalifikace

#### Skupina A
|    |                | SUI | GBR | DEN | SLO | NED | V | R | P | Skóre | B  |
| 1. | Švýcarsko      | *** | 2:2 | 6:2 | 5:3 | 7:1 | 6 | 2 | 0 | 42:14 | 14 |
| 2. | Velká Británie | 3:3 | *** | 1:1 | 5:4 | 4:1 | 5 | 3 | 0 | 31:15 | 13 |
| 3. | Dánsko         | 1:8 | 2:3 | *** | 4:2 | 4:0 | 3 | 1 | 4 | 23:28 | 7  |
| 4. | Slovinsko      | 1:4 | 0:5 | 5:1 | *** | 8:0 | 3 | 0 | 5 | 32:24 | 6  |
| 5. | Nizozemsko     | 1:7 | 2:8 | 3:8 | 0:9 | *** | 0 | 0 | 8 | 8:55  | 0  |

- Švýcarsko postoupilo do další fáze olympijské kvalifikace.
- Hráno dvojkolově.

 Velká Británie –  Nizozemsko 4:1 (2:0, 2:1, 0:0)
25. října 1995 – Milton Keynes
 Dánsko –  Slovinsko 4:2 (0:1, 4:0, 0:1)
4. listopadu 1995 – Rødovre
 Velká Británie –  Dánsko 1:1 (1:0, 0:0, 0:1)
13. prosince 1995 – Milton Keynes
 Švýcarsko –  Velká Británie 2:2 (1:0, 1:1, 0:1)
20. prosince 1995 – Lausanne
 Nizozemsko –  Slovinsko 0:8 (0:2, 0:2, 0:4)
21. prosince 1995 – Eindhoven
 Nizozemsko –  Švýcarsko 1:7 (0:2, 1:1, 0:4)
23. prosince 1995 – Zoetermeer
 Slovinsko –  Velká Británie 4:5 (2:1, 0:3, 2:1)
17. ledna 1996 – Lublaň
 Švýcarsko –  Slovinsko 5:3 (2:3, 0:0, 3:0)
7. února 1996 – Chur
 Dánsko –  Velká Británie 2:3 (1:1, 0:2, 1:0)
7. února 1996 – Rødovre
 Dánsko –  Švýcarsko 2:6 (0:2, 1:3, 1:1)
10. února 1996 – Rødovre
 Slovinsko –  Švýcarsko 1:4 (0:2, 0:2, 1:0)
3. dubna 1996 – Jesenice
 Švýcarsko –  Nizozemsko 7:1 (1:0, 3:0, 3:1)
6. dubna 1996 – Rapperswil
 Slovinsko –  Dánsko 5:1 (1:0, 2:1, 2:0)
29. října 1996 – Lublaň
 Dánsko –  Nizozemsko 4:0 (0:0, 3:0, 1:0)
2. listopadu 1996 – Odense
 Slovinsko –  Nizozemsko 9:0 (4:0, 2:0, 3:0)
6. listopadu 1996 – Celje
 Velká Británie –  Slovinsko 5:0 (3:0, 2:0, 0:0)
12. listopadu 1996 – Sheffield
 Nizozemsko –  Velká Británie 2:8 (1:3, 1:4, 0:1)
12. listopadu 1996 – Heerenveen
 Nizozemsko –  Dánsko 3:8 (0:4, 2:3, 1:1)
15. prosince 1996 – Nijmegen
 Velká Británie –  Švýcarsko 3:3 (2:2, 1:1, 0:0)
18. prosince 1996 – Sheffield
 Švýcarsko –  Dánsko 8:1 (4:0, 2:1, 2:0)
21. prosince 1996 – Kloten

#### Skupina B
|    |            | UKR  | POL  | ROM  | BUL  | YUG  | V | R | P | Skóre | B |
| 1. | Ukrajina   | ***  | 3:3  | 10:0 | 17:0 | 21:0 | 3 | 1 | 0 | 51:3  | 7 |
| 2. | Polsko     | 3:3  | ***  | 6:3  | 14:0 | 13:2 | 3 | 1 | 0 | 36:8  | 7 |
| 3. | Rumunsko   | 0:10 | 3:6  | ***  | 7:2  | 9:4  | 2 | 0 | 2 | 19:22 | 4 |
| 4. | Bulharsko  | 0:17 | 0:14 | 2:7  | ***  | 5:2  | 1 | 0 | 3 | 7:40  | 2 |
| 5. | Jugoslávie | 0:21 | 2:13 | 4:9  | 2:5  | ***  | 0 | 0 | 4 | 8:48  | 0 |

- Ukrajina postoupila do další fáze olympijské kvalifikace.

 Jugoslávie –  Polsko 2:13 (1:4, 0:5, 1:4)
17. prosince 1996 – Tychy
 Bulharsko –  Rumunsko 2:7 (0:0, 0:3, 2:4)
17. prosince 1996 – Tychy
 Ukrajina –  Jugoslávie 21:0 (10:0, 6:0, 5:0)
18. prosince 1996 – Tychy
 Polsko –  Bulharsko 14:0 (5:0, 5:0, 4:0)
18. prosince 1996 – Tychy
 Ukrajina –  Rumunsko 10:0 (2:0, 3:0, 5:0)
19. prosince 1996 – Tychy
 Rumunsko –  Polsko 3:6 (1:0, 1:4, 1:2)
20. prosince 1996 – Tychy
 Jugoslávie –  Bulharsko 2:5 (0:1, 1:2, 1:2)
20. prosince 1996 – Tychy
 Bulharsko –  Ukrajina 0:17 (0:6, 0:7, 0:4)
21. prosince 1996 – Tychy
 Polsko –  Ukrajina 3:3 (0:1, 2:1, 1:1)
22. prosince 1996 – Tychy
 Rumunsko –  Jugoslávie 9:4 (2:1, 3:2, 4:1)
22. prosince 1996 – Tychy

#### Skupina C
|    |           | BLR  | LAT  | HUN  | EST  | LIT  | V | R | P | Skóre | B |
| 1. | Bělorusko | ***  | 4:1  | 13:1 | 16:1 | 21:1 | 4 | 0 | 0 | 54:4  | 8 |
| 2. | Lotyšsko  | 1:4  | ***  | 10:2 | 15:0 | 27:0 | 3 | 0 | 1 | 53:6  | 6 |
| 3. | Maďarsko  | 1:13 | 2:10 | ***  | 7:4  | 9:4  | 2 | 0 | 2 | 19:31 | 4 |
| 4. | Estonsko  | 1:16 | 0:15 | 4:7  | ***  | 9:3  | 1 | 0 | 3 | 14:41 | 2 |
| 5. | Litva     | 1:21 | 0:27 | 4:9  | 3:9  | ***  | 0 | 0 | 4 | 8:66  | 0 |

- Bělorusko postoupilo do další fáze olympijské kvalifikace.

 Bělorusko –  Maďarsko 13:1 (3:1, 6:0, 4:0)
27. srpna 1996 – Riga
 Litva –  Lotyšsko 0:27 (0:10, 0:8, 0:9)
27. srpna 1996 – Riga
 Maďarsko –  Litva 9:4 (3:2, 2:0, 4:2)
28. srpna 1996 – Riga
 Estonsko –  Bělorusko 1:16 (0:3, 1:6, 0:7)
28. srpna 1996 – Riga
 Lotyšsko –  Estonsko 15:0 (3:0, 7:0, 5:0)
29. srpna 1996 – Riga
 Bělorusko –  Litva 21:1 (7:1, 5:0, 9:0)
29. srpna 1996 – Riga
 Maďarsko –  Lotyšsko 2:10 (1:4, 1:2, 0:4)
30. srpna 1996 – Riga
 Litva –  Estonsko 3:9 (0:2, 2:1, 1:6)
31. srpna 1996 – Riga
 Estonsko –  Maďarsko 4:7 (0:3, 1:2, 3:2)
1. září 1996 – Riga
 Lotyšsko –  Bělorusko 1:4 (1:3, 0:1, 0:0)
1. září 1996 – Riga

#### Skupina D
|    |            | KAZ  | CHN  | KOR | V | R | P | Skóre | B |
| 1. | Kazachstán | ***  | 20:0 | 9:1 | 2 | 0 | 0 | 29:1  | 4 |
| 2. | Čína       | 0:20 | ***  | 6:2 | 1 | 0 | 1 | 6:22  | 2 |
| 3. | Korea      | 1:9  | 2:6  | *** | 0 | 0 | 2 | 3:15  | 0 |

- Kazachstán postoupil do další fáze olympijské kvalifikace.
- Turnaj byl hrán v rámci Zimních asijských her 1996.

 Čína –  Korea 6:2 (2:2, 1:0, 3:0)
5. února 1996 – Harbin
 Kazachstán –  Čína 20:0 (8:0, 8:0, 4:0)
6. února 1996 – Harbin
 Korea –  Kazachstán 1:9 (0:3, 0:3, 1:3)
8. února 1996 – Harbin

### Kvalifikace

#### Skupina A
|    |           | GER | SVK | SUI | UKR | V | R | P | Skóre | B |
| 1. | Německo   | *** | 3:2 | 4:1 | 4:4 | 2 | 1 | 0 | 11:7  | 5 |
| 2. | Slovensko | 2:3 | *** | 3:3 | 4:1 | 1 | 1 | 1 | 9:7   | 3 |
| 3. | Švýcarsko | 1:4 | 3:3 | *** | 2:1 | 1 | 1 | 1 | 6:8   | 3 |
| 4. | Ukrajina  | 4:4 | 1:4 | 1:2 | *** | 0 | 1 | 2 | 6:10  | 1 |

- Německo a Slovensko se kvalifikovali na olympijský turnaj.

 Slovensko –  Švýcarsko 3:3 (0:0, 2:1, 1:2)
6. února 1997 – Oberhausen
 Německo –  Ukrajina 4:4 (0:0, 2:2, 2:2)
6. února 1997 – Oberhausen
 Slovensko –  Ukrajina 4:1 (1:0, 2:1, 1:0)
7. února 1997 – Oberhausen
 Švýcarsko –  Německo 1:4 (1:2, 0:1, 0:1)
7. února 1997 – Oberhausen
 Ukrajina –  Švýcarsko 1:2 (1:0, 0:0, 0:2)
9. února 1997 – Oberhausen
 Německo –  Slovensko 3:2 (1:0, 1:1, 1:1)
9. února 1997 – Oberhausen

#### Skupina B
|    |            | BLR | KAZ | AUT | NOR | V | R | P | Skóre | B |
| 1. | Bělorusko  | *** | 4:4 | 6:2 | 2:2 | 1 | 2 | 0 | 12:8  | 4 |
| 2. | Kazachstán | 4:4 | *** | 4:1 | 3:3 | 1 | 2 | 0 | 11:8  | 4 |
| 3. | Rakousko   | 2:6 | 1:4 | *** | 4:1 | 1 | 0 | 2 | 7:11  | 2 |
| 4. | Norsko     | 2:2 | 3:3 | 1:4 | *** | 0 | 2 | 1 | 6:9   | 2 |

- Bělorusko a Kazachstán se kvalifikovali na olympijský turnaj.

 Norsko –  Kazachstán 3:3 (1:1, 1:2, 1:0)
6. února 1997 – Innsbruck
 Rakousko –  Bělorusko 2:6 (0:2, 1:1, 1:3)
6. února 1997 – Innsbruck
 Bělorusko –  Norsko 2:2 (1:1, 0:0, 1:1)
8. února 1997 – Innsbruck
 Rakousko –  Kazachstán 1:4 (0:1, 1:1, 0:2)
8. února 1997 – Innsbruck
 Kazachstán –  Bělorusko 4:4 (1:1, 2:3, 1:0)
9. února 1997 – Innsbruck
 Norsko –  Rakousko 1:4 (0:2, 0:1, 1:1)
9. února 1997 – Innsbruck

#### Baráž o pátého postupujícího
Rakousko –  Švýcarsko 2:0 (0:0, 1:0, 1:0)
11. února 1997 – Duisburg
- Rakousko se kvalifikovalo na olympijský turnaj.